# Berlin Lehrter Stadtbahnhof
Berlin Lehrter Stadtbahnhof war von 1882 bis 2002 ein Personenbahnhof im Zentrum Berlins. An seiner Stelle entstand der 2006 eingeweihte Berliner Hauptbahnhof.

## Geschichte
Am 15. Mai 1882 wurde die Berliner Stadtbahn eröffnet, die als viergleisige Verbindungsstrecke für den Vorort- und den Güterverkehr die Stadt in Ost-West-Richtung durchquerte. Sie sollte Charlottenburg, den Lehrter- und den Schlesischen Kopfbahnhof sowie die Innenstadt erschließen. Direkt am nördlichen Ende der Halle des Lehrter Bahnhofs entstand im rechten Winkel zu dessen Gleisen und aufgeständert auf einem Viadukt der Lehrter Stadtbahnhof als Station der Stadtbahn.
Die Zunahme des Schienenverkehrs am Lehrter Bahnhof machte Umbauten der Gleisanlagen erforderlich. Im Zuge dieser Arbeiten wurde 1912 und 1929 die Brückenkonstruktion unter dem Lehrter Stadtbahnhof, der die Gleise der Lehrter Bahn am Hallenende des Lehrter Bahnhofs überbrückte, aufwendig umgebaut.
Ab 1. Dezember 1930 wurde mit der Umstellung des Stadtbahnbetriebs auf die S-Bahn auch der Lehrter Stadtbahnhof zum S-Bahnhof.
Nach 1951 verlor der S-Bahnhof stark an Bedeutung, da der Umstieg zum alten Lehrter Bahnhof entfiel. Auf der Stadtbahnstrecke war der Lehrter Stadtbahnhof nach dem Bau der Berliner Mauer 1961 in Richtung Osten der letzte Bahnhof im Westteil Berlins, der folgende Bahnhof Berlin Friedrichstraße lag bereits im Sowjetischen Sektor. Daneben büßte der Lehrter Stadtbahnhof durch die Lage in unmittelbarer Nähe zur Mauer noch erheblich weiter an Bedeutung ein.
Am 9. Januar 1984 wurde der Bahnhof durch die Übergabe der S-Bahn West an die BVG auch zu einer Grenzstation der Bahngesellschaften. Die Verwaltung durch die BVG umfasste nicht die stark gesicherten Bahnanlagen des Grenzbereichs auf DDR-Territorium, daher übernahm hier DR-Fahrpersonal aus dem Ostteil die BVG-Züge für die Weiterfahrt bis zum Bahnhof Friedrichstraße. Dieser Personalwechsel erfolgte stets problemlos und wurde von den Fahrgästen kaum wahrgenommen.
Der denkmalgeschützte Lehrter Stadtbahnhof, weitgehend im Ursprungszustand erhalten, wurde 1987 zur 750-Jahr-Feier Berlins für rund zehn Millionen Mark saniert (kaufkraftbereinigt in heutiger Währung: rund 10,88 Millionen Euro), im Sommer 2002 dann allerdings im Zuge der Bauarbeiten für den neuen Berliner Hauptbahnhof abgerissen.

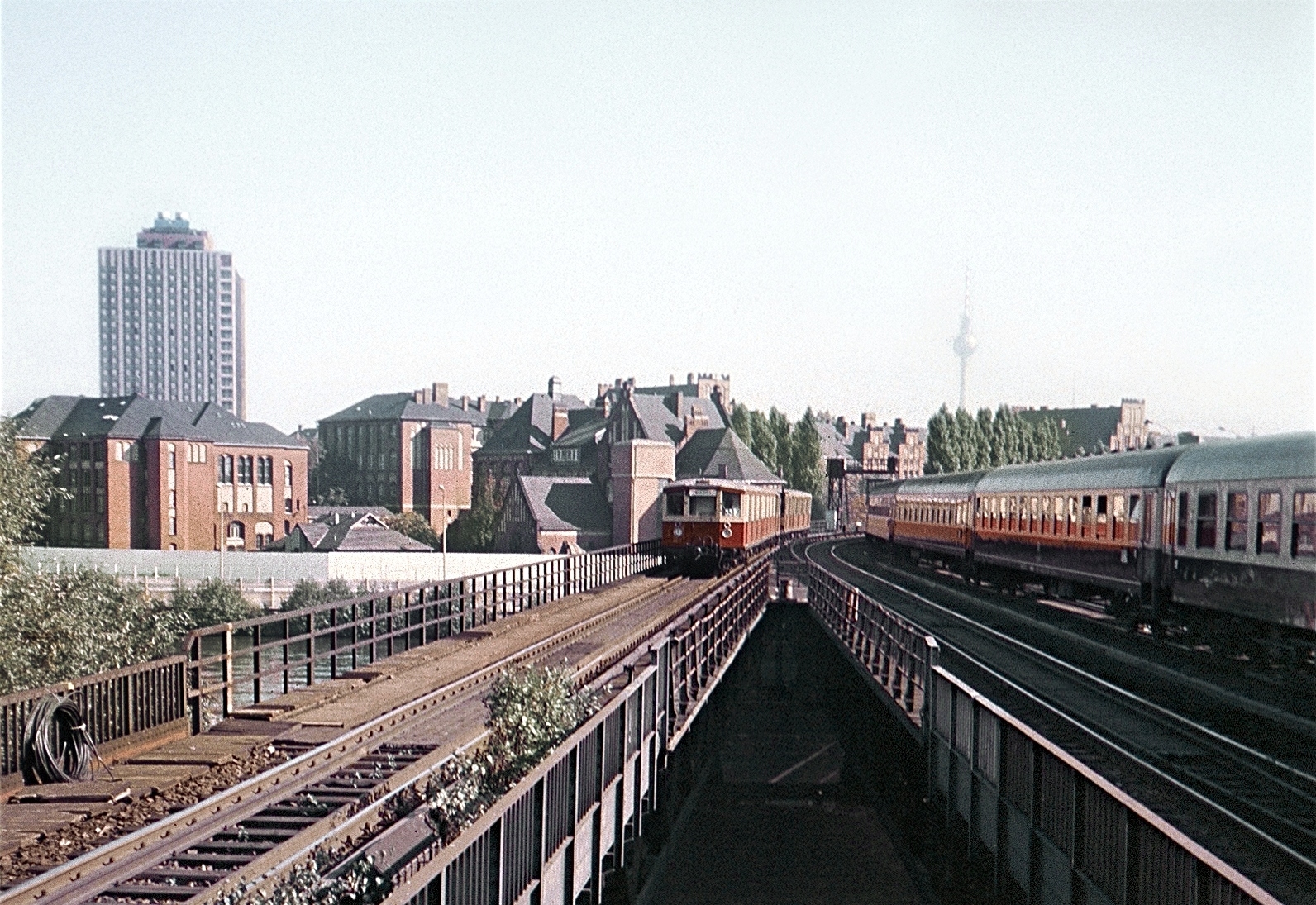
Östliche Bahnhofseinfahrt mit S-Bahn-Zug der BVG, 1986
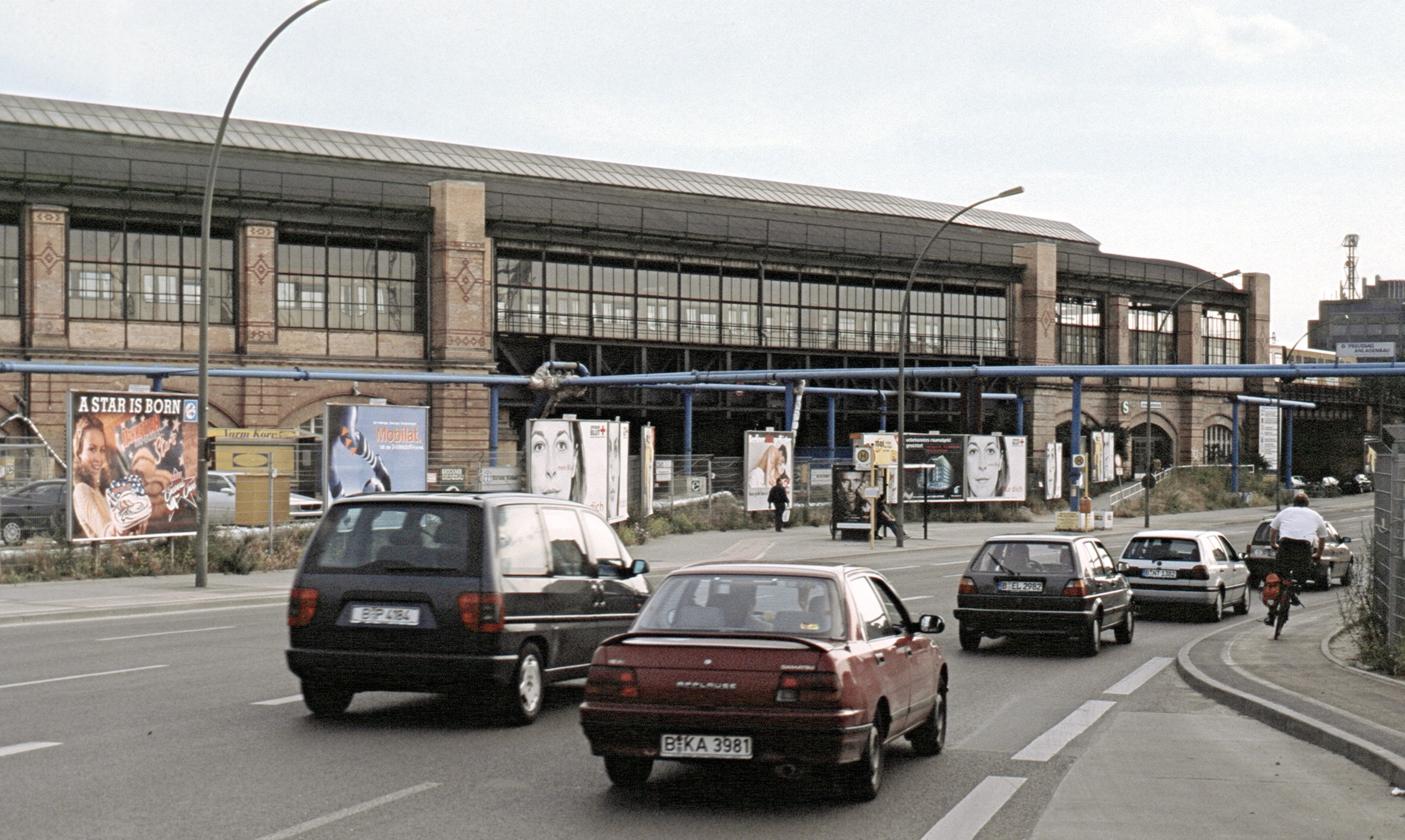
Ansicht von Norden mit ehemaliger Unterführung der Fernbahngleise zum Lehrter Bahnhof, 1998
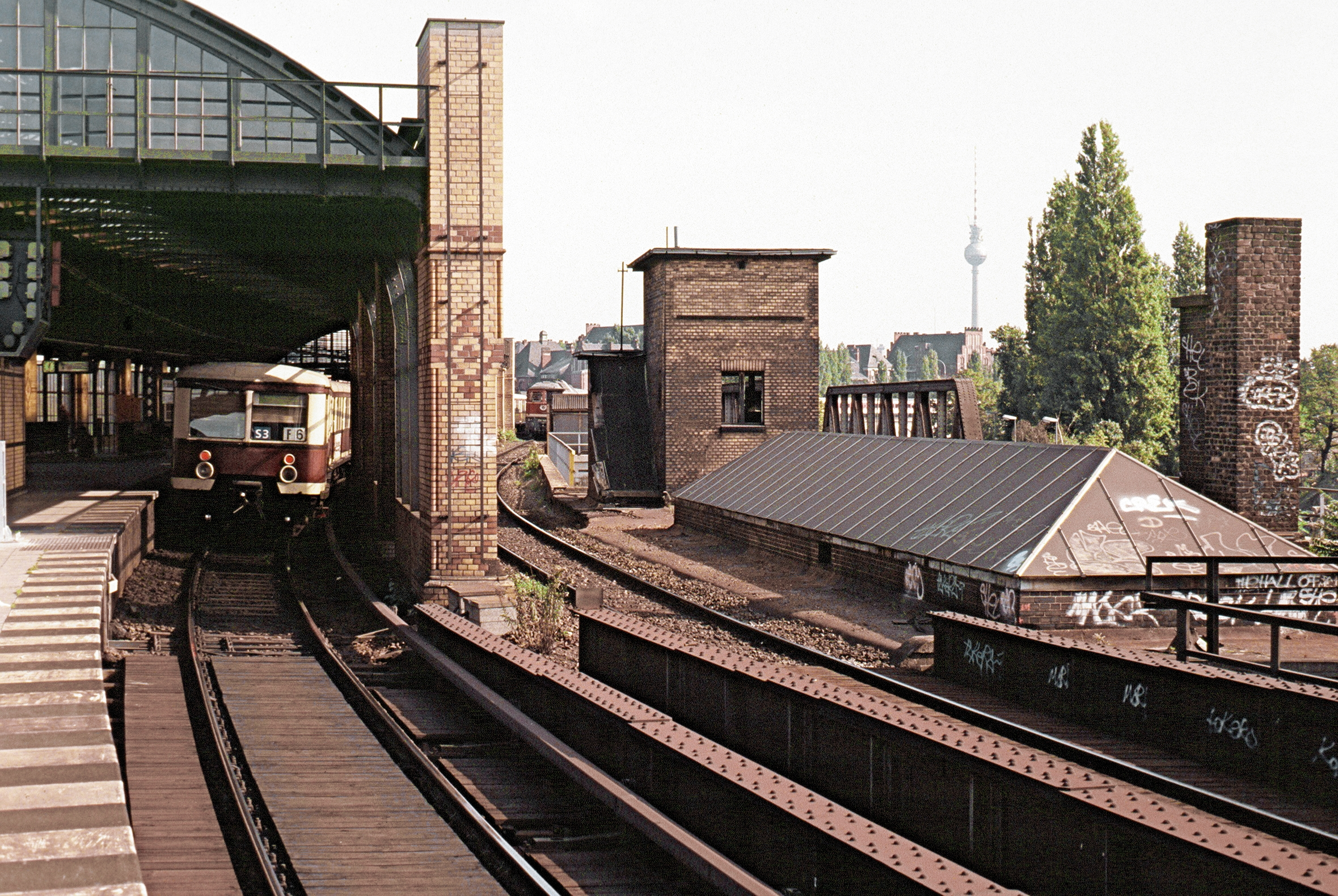
Halle von Westen und Ferngleis, 1990
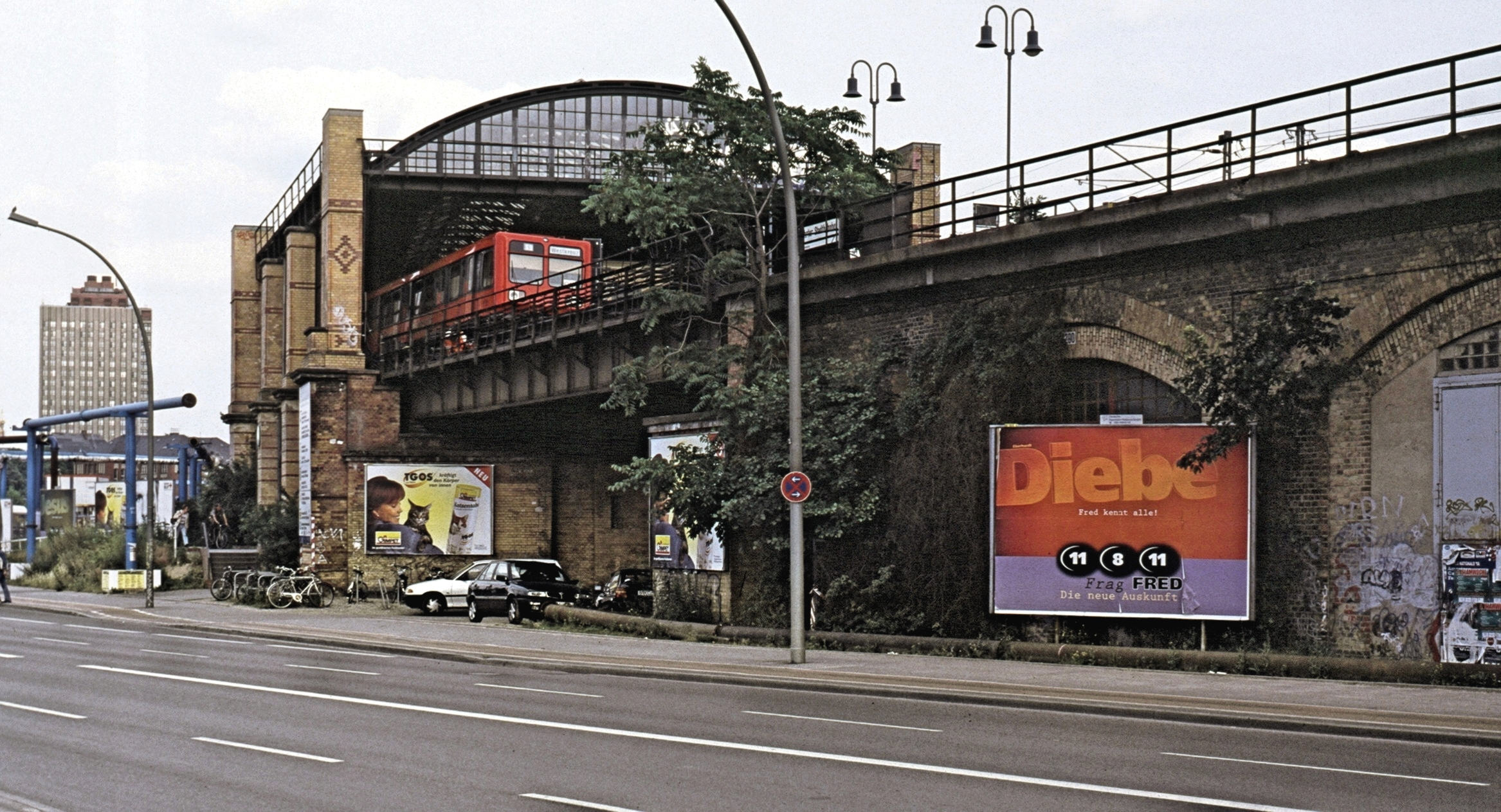
Ansicht von Westen mit S-Bahn-Zug der BR 485, 1998
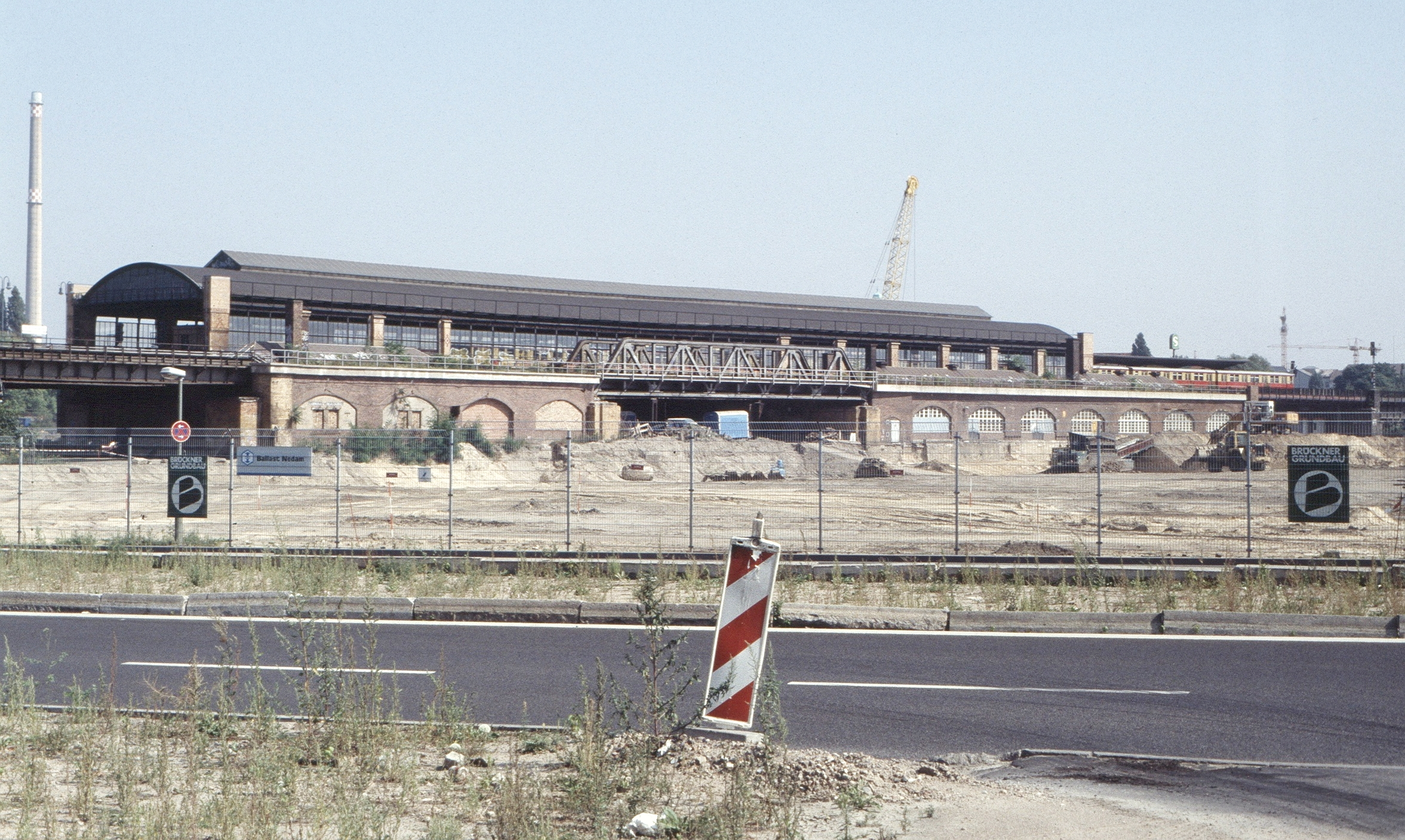
Ansicht von Süden, 1996
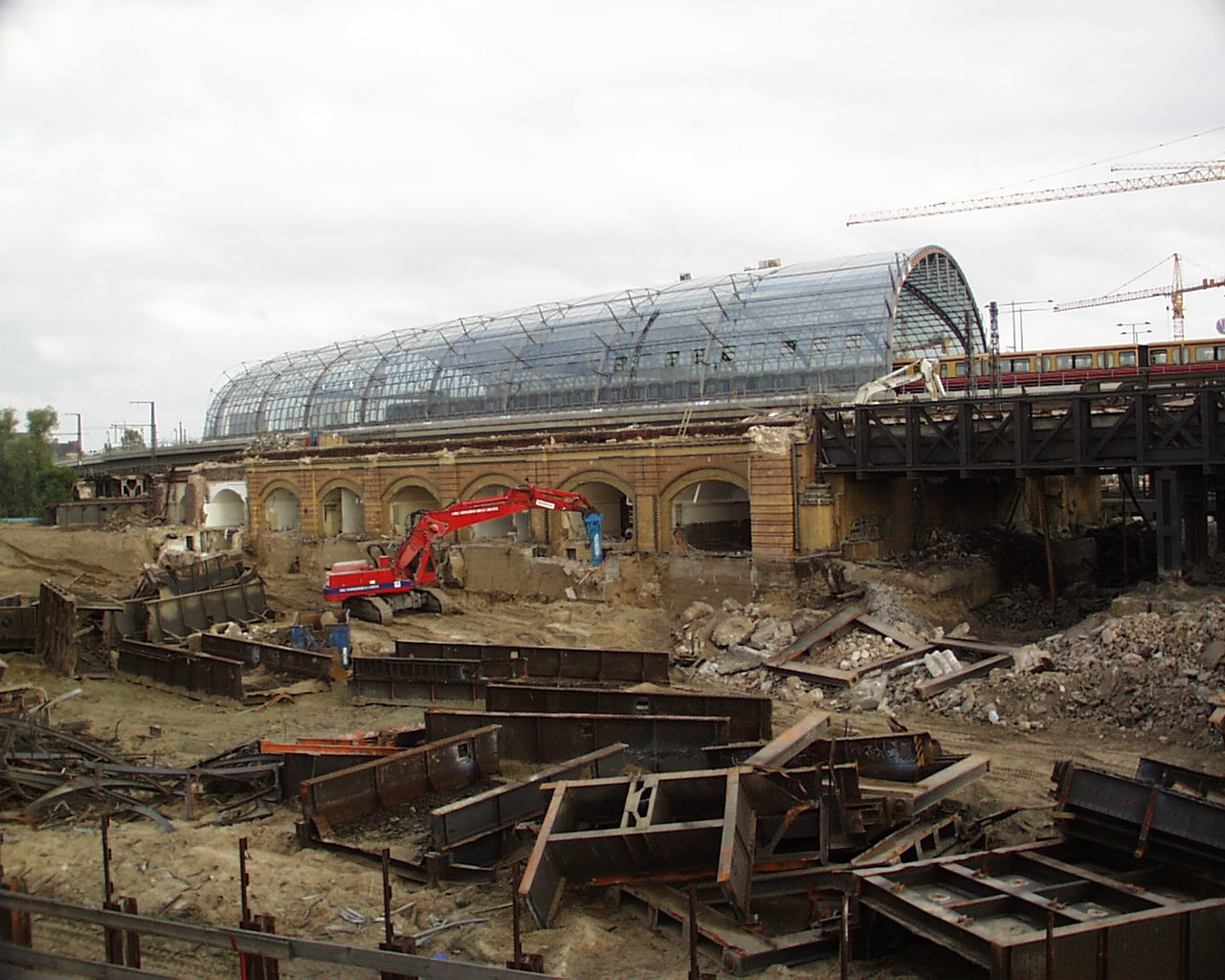
Abriss des Lehrter Stadtbahnhofs im Juli 2002

## Aktuelle Situation
Bahnintern besteht der heutige Berliner Hauptbahnhof aus zwei Bahnhöfen:
- Berlin Lehrter Bahnhof (bahninterne Abkürzung: BL) für die Gleise 1–8 im Tunnel und
- Berlin Lehrter Stadtbahnhof (bahnintern: BLS) für die Gleise 11–14 auf der Stadtbahn und BHBF für S-Bahn Gleise 15 und 16.

Im neuen Hauptbahnhof befindet sich an der Stelle des alten Stadtbahnhofs die neue S-Bahn-Station (bahnintern: BHBF), die betrieblich ein von den anderen Bahnanlagen getrennter Haltepunkt ist, hier findet sich noch die Bezeichnung Berlin Hauptbahnhof – Lehrter Bahnhof.